# 스티븐 토마스 얼와인
스티븐 토마스 "톰" 얼와인(Stephen Thomas "Tom" Erlewine, 1973년 6월 18일)은 미국의 음악평론가로 겸 올뮤직 수석편집자다. 올뮤직에서 많은 전기 및 음반 비평을 집필했다. 그 밖에도 자유기고가로도 활동, 더러 라이너 노이트에 기여한다. 팬들은 그를 음악비평계의 로저 이버트로 지칭한다.
미시간주 앤아버 출신으로 전 음악가 겸 올뮤직의 창립자 마이클 얼와인의 조카다. 미시간 대학에서 수학(修學), 영어를 전공했다. 학교신문 《미시간 데일리》에서 음악기자, 예술기자를 역임했다. 《All Music Guide to Rock: The Definitive Guide to Rock, Pop, and Soul》, 《All Music Guide to Hip-Hop: The Definitive Guide to Rap & Hip-Hop》 등등 많은 책에서도 공헌했다.
현재 텍사스주 오스틴에서 부인과 두 의붓딸과 거주 중이다.